# Sphinx perelegans
Sphinx perelegans là một loài hawkmoth known by the common name elegant sphinx. Nó là loài bản địa của miền tây North America from British Columbia to Baja California to New Mexico.

The adult of t

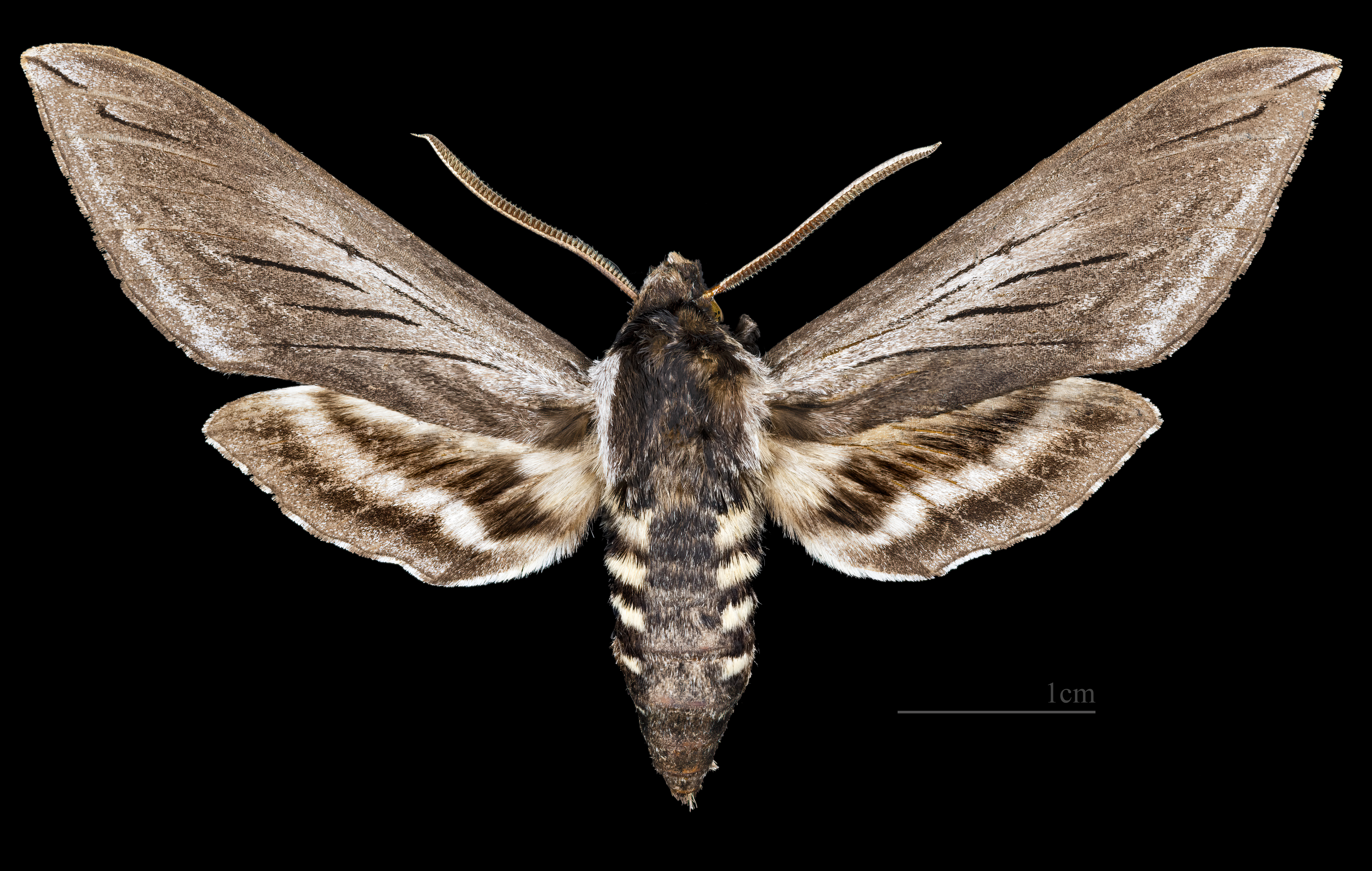
Sphinx perelegans ♂
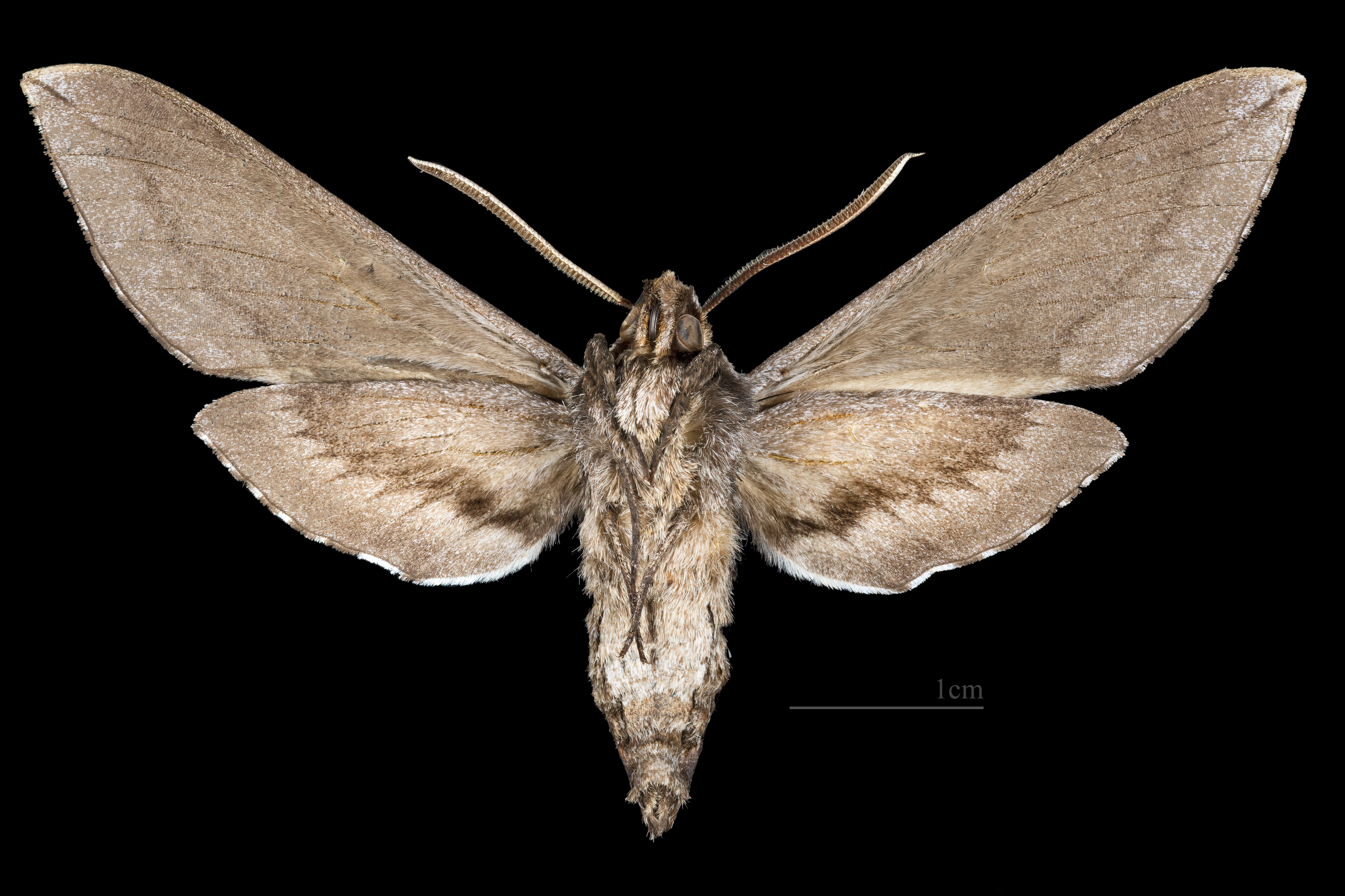
Sphinx perelegans ♂  △
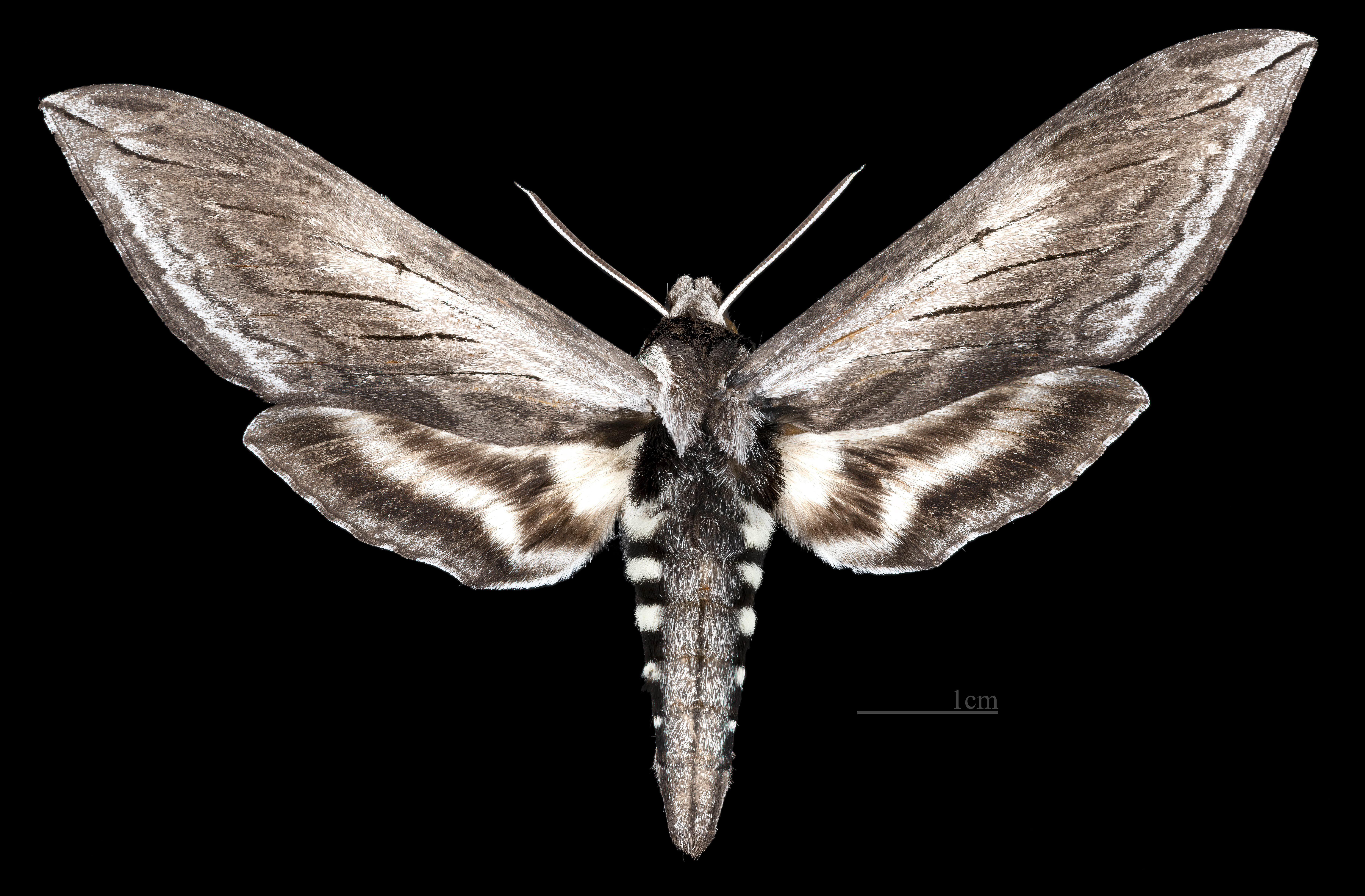
Sphinx perelegans ♀
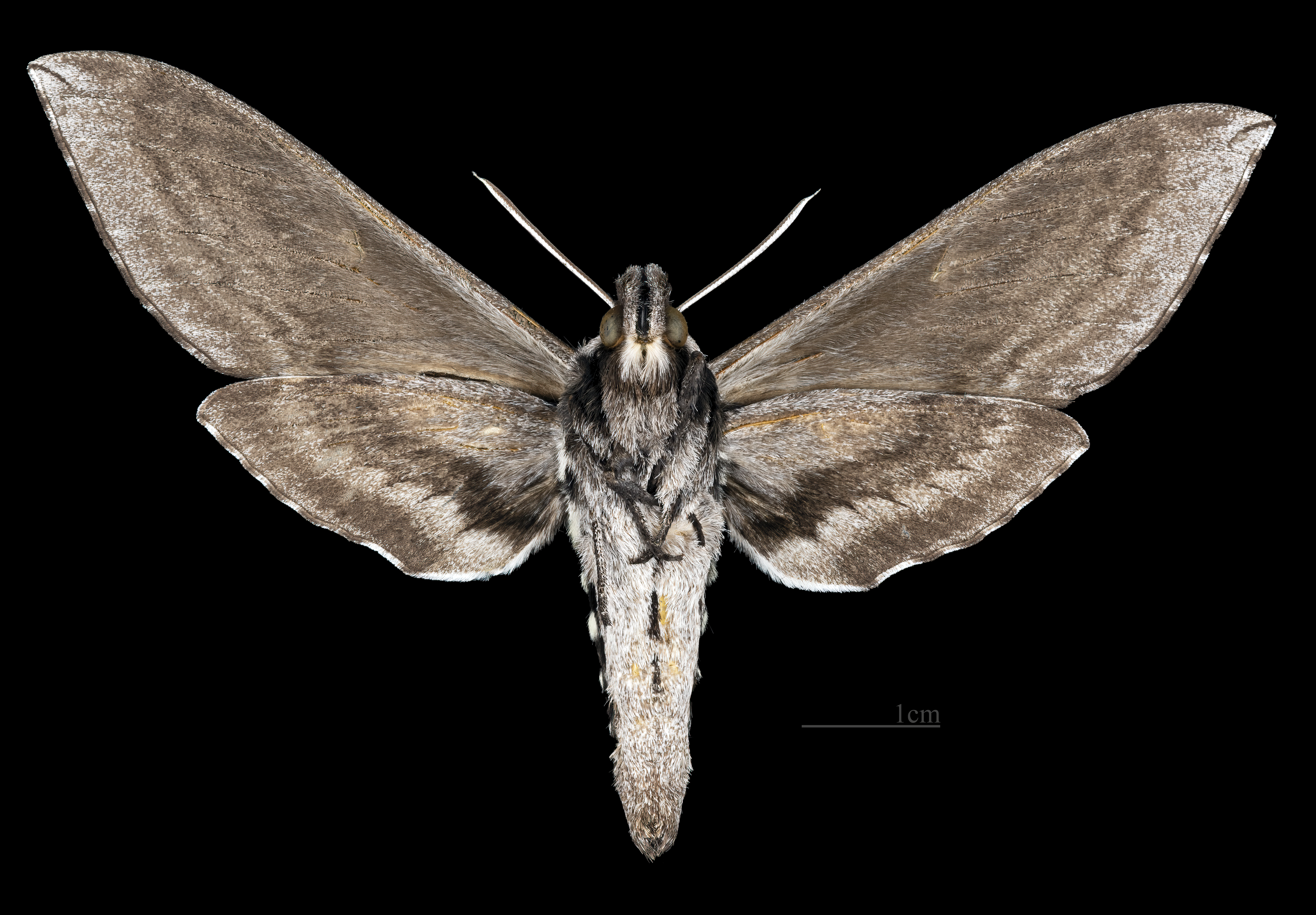
Sphinx perelegans ♀ △

his species là một key pollinator of the rare lemon lily (Lilium parryi) in California.